# Mary Sweeney
Mary Sweeney (Madison, 1º gennaio 1953) è una montatrice, produttrice cinematografica e sceneggiatrice statunitense.
Principalmente conosciuta per la sua lunga collaborazione col regista David Lynch, ha lavorato con quest'ultimo al montaggio e alla produzione dei suoi più grandi successi tra cui I segreti di Twin Peaks, Strade perdute, Mulholland Drive e Inland Empire - L'impero della mente.

## Biografia
Mary Sweeney cominciò come assistente di montaggio con il montatore Duwayne Dunham in film come Velluto blu e Cuore selvaggio e nella serie televisiva I segreti di Twin Peaks.  In breve tempo diventò montatrice a tutti gli effetti.
Nel 1994 Mary lesse un articolo del New York Times circa un anziano signore che attraversò il paese su un trattore per andare a trovare suo fratello. Molto interessata alla storia decise di produrne un film la cui regia fu curata da David Lynch e che fu intitolato Una storia vera.
Nel 2002 ha vinto il BAFTA Film Award come miglior montaggio per il film Strade perdute.

## Vita privata
Dopo moltissimi anni di collaborazione professionale e intesa privata Mary Sweeney si sposò con David Lynch nel 2006 ma i due divorziarono solo un mese dopo, adducendo "differenze inconciliabili".

## Filmografia

### Montatrice
- I segreti di Twin Peaks (Twin Peaks) - serie TV, episodio 2x07 (1990)
- Fuoco cammina con me (Twin Peaks: Fire Walk with Me), regia di David Lynch (1992)
- Hotel Room - film TV, regia di David Lynch e James Signorelli (1993)
- Strade perdute (Lost Highway), regia di David Lynch (1997)
- Una storia vera (The Straight Story), regia di David Lynch (1999)
- Mulholland Drive, regia di David Lynch (2001)
- Baraboo, regia di Mary Sweeney (2009)

### Produttrice
- Nadja, regia di Michael Almereyda (1994)
- Strade perdute (Lost Highway), regia di David Lynch (1997)
- Una storia vera (The Straight Story), regia di David Lynch (1999)
- Mulholland Drive, regia di David Lynch (2001)
- Inland Empire - L'impero della mente (Inland Empire), regia di David Lynch (2006)
- Baraboo, regia di Mary Sweeney (2009)

### Sceneggiatrice
- Una storia vera (The Straight Story), regia di David Lynch (1999)
- Baraboo, regia di Mary Sweeney (2009)

### Regista
- Baraboo (2009)

### Assistente al montaggio
- Velluto blu (Blue Velvet), regia di David Lynch (1986)
- Cuore selvaggio (Wild at Heart), regia di David Lynch (1990)